# Georg Ignaz Weikard
Georg Ignaz Weikard (* 26. Juni 1747 in Römershag (heute Bad Brückenau); † 29. April 1824 auf dem Weikardshof bei Weyhers) war ein deutscher Amtsvogt. Er ist der Erbauer des denkmalgeschützten Weikardshof und begründete mit der ersten Brunnenbohrung, der 1818 eine Konzession zum Betrieb eines Kur- und Badeortes mit Trank- und Gastwirtschaftsberechtigung folgte, die Geschichte der Firma Rhönsprudel.

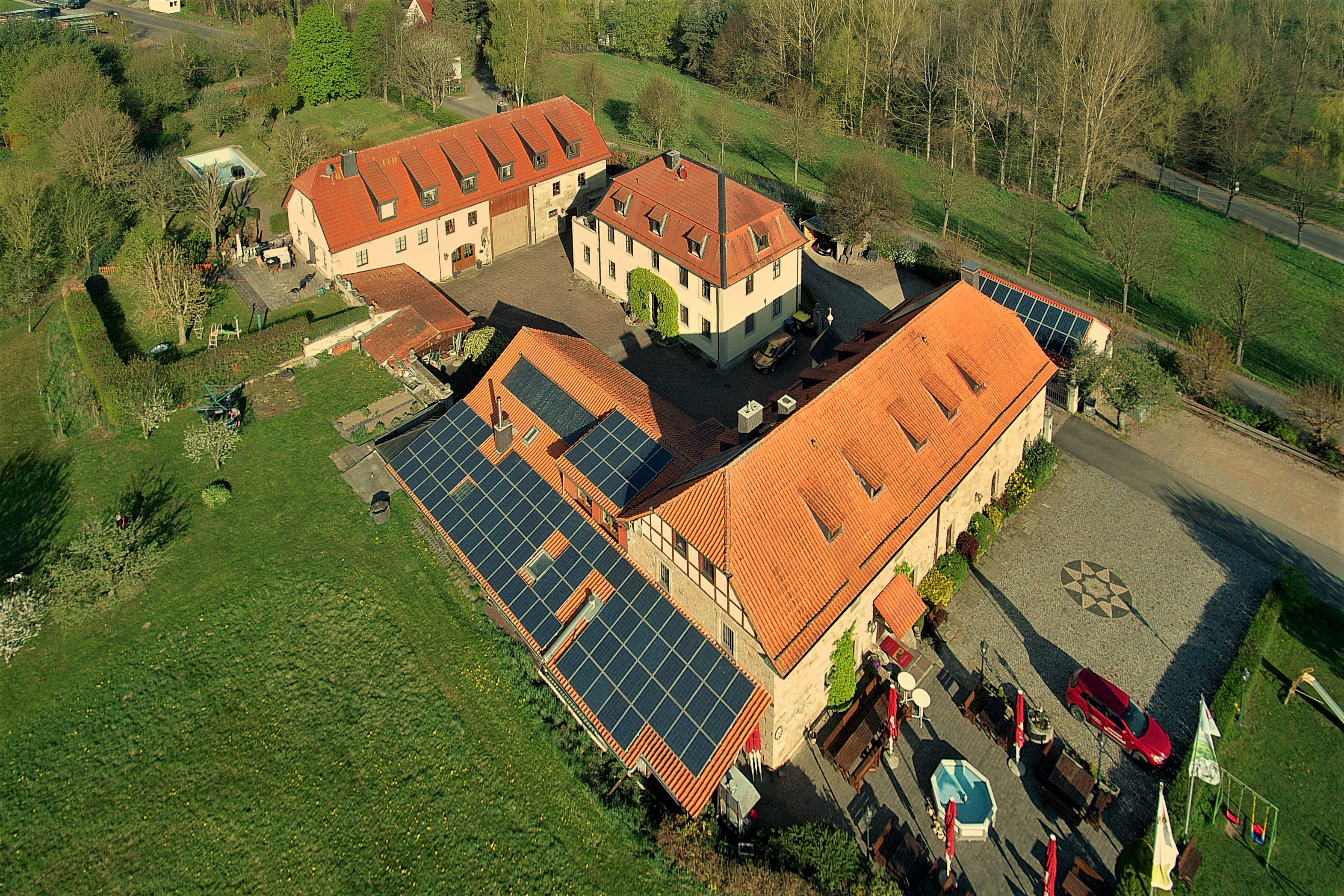
Der Weikardshof (2019)

## Leben
Weikard, Sohn des Gastwirtes und Brauereibesitzers Johann Nikolaus Weikard (* 1. Juni 1719; † 1796) und Sabine Franziska Kluberdanz (* 11. September 1719; † 10. März 1758). Er studierte an der Universität Fulda Jura und war danach als Advokat in Fulda tätig. Während dieser Zeit erhielt er vom Geistlichen Gericht der Fürstbischofs eine Strafe, weil er eine Teufelsbannung als Aberglauben bezeichnet hatte. 1770 wurde er Fürstlich-Fuldischer Amtmann in Weyhers. Ab 1777 war er bis mindestens 1814 Gräflich von Frohbergscher Amtmann in Gersfeld. Dort wohnte er ab 1789. Ab 1815 ist als Wohnort wieder der Weikardshof nachgewiesen. Von Weikard sind ständige Streitigkeiten mit seiner Herrschaft, der Gräfin Louise von Frohberg (geborene von Ebersberg) nachgewiesen.
In der Zeit als Amtmann in Weyhers hatte er den Ritzelshof erworben. Diesen teilte er und erbaute auf dem Weikardshof um 1812 neue Wohn- und Wirtschaftsgebäude.
Weikard war von 1776 bis zu deren Tod am 15. November 1815 mi Eva Theresia Freisleben, einer Tochter seines Amtsvorgängers in Weyhers, verheiratet. Gemeinsam hatten sie 13 Kinder. Seine Tochter Sabina Franziska (1792 bis 1863) war mit dem Fuldaer Bürgermeister Anton Thomas verheiratet. Seine Schwester Katharina ist die Mutter des späteren Fuldaer Bürgermeisters Daniel Mackenrodt, der Arzt Melchior Adam Weikard ist sein Bruder. Seine Schwester Sabine Franziska Weikard war die Mutter des Apothekers und Begründers des Heilbades Orb, Franz Leopold Koch.

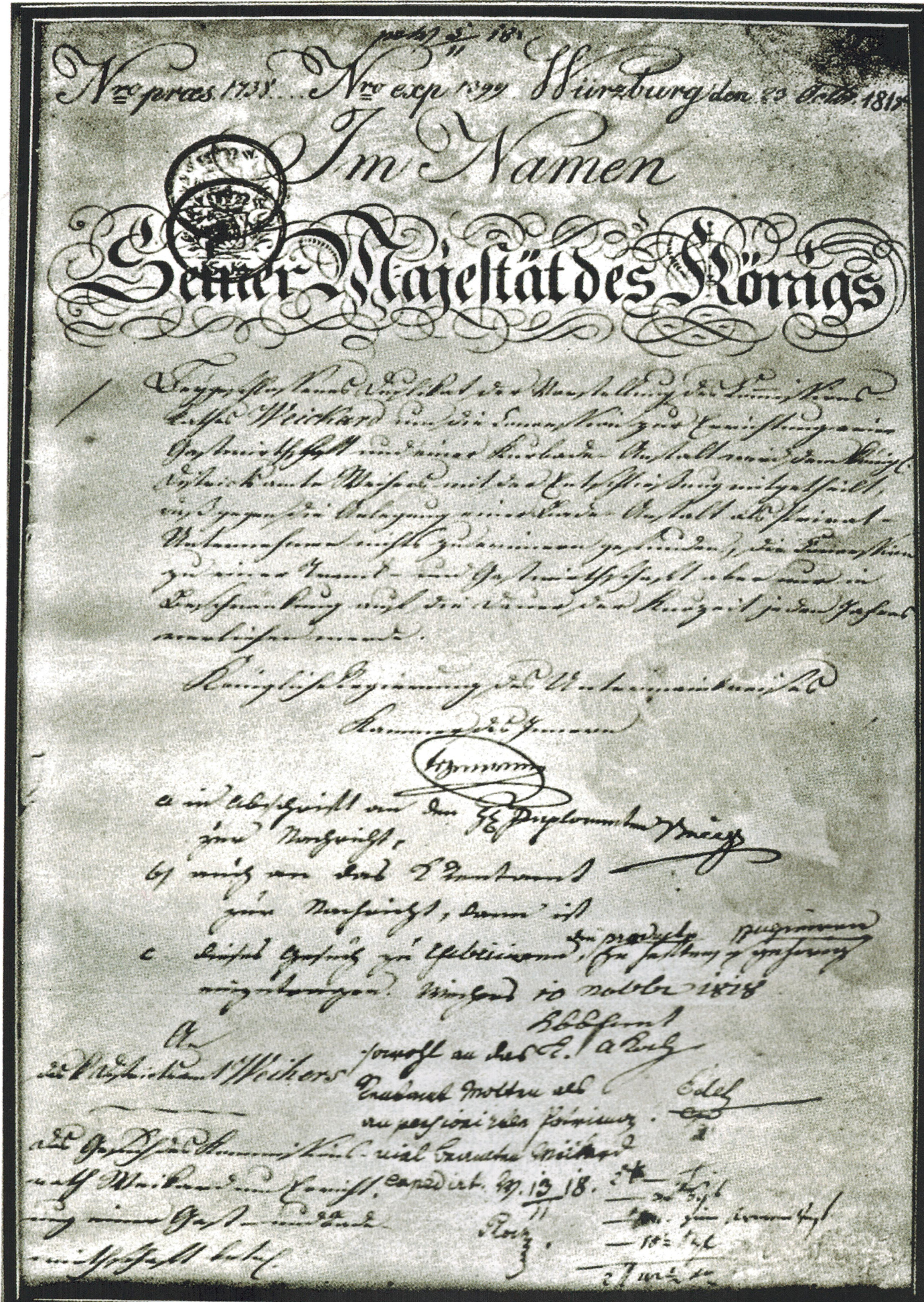
Urkunde vom 23. Oktober 1818 im Namen Seiner Majestät des Königs von Bayern zur Erlaubnis eines ordentlichen Kur- und Badebetriebs mit Trank- und Gastwirtschaftsberechtigung

## Sauerbrunnen
Auf dem Gebiet des von Weikard 1812 errichteten Weikardshof befand sich eine Sauerquelle. Über diese berichtet Weikard selbst, dass er sie 1782 durch einen Bergknappen habe bohren lassen. Dies sei jedoch nicht erfolgreich gewesen, da die Quelle nicht aus der Tiefe kam, sondern seitlich dem Berg entspringe. Daraufhin habe er ein Bassin graben lassen. Zwei von Weikard angelegte Brunnentröge sind heute noch erhalten. Sie tragen als Aufschriften die Jahreszahl 1794 sowie seinen Namen und den seiner Frau.
In einem Teil der Gebäude des 1812 neu errichteten Hofes errichtete Weikard eine Schnapsbrennerei und eine Gaststätte. Er ließ die Quelle neu fassen, das Bassin mit Quadersteinen versehen und beschaffte mehrere Badewannen. Während der Kurzeit, für die nebenstehende Konzession galt, war der Hof ein beliebter Treffpunkt der höheren Gesellschaft. Der Betrieb wurde um eine Obstplantage mit 1500 Bäumen und eine Pottasche-Siederei erweitert.
Weikard hatte sich dabei finanziell übernommen. 1821 ging der Betrieb in Konkurs. Am 24. März wurde er vom Landgericht Weyhers zur Versteigerung ausgeschrieben. Nachdem sich bei mehreren Terminen kein Käufer mit annehmbarem Gebot für die Gesamtanlage gefunden hatte, wurde der Betrieb in mehreren Teilstücken versteigert.
Heute befindet sich im ehemaligen Pferdestall des Weikardshof eine Gaststätte und die restlichen Gebäude werden als Wohnungen genutzt. Der Ritzelshof ist ein landwirtschaftlicher Betrieb, den Oskar Baumgarten leitete. Der Sauerbrunnen ist der Ursprung der Firma Rhönsprudel.